# Jeziorki (powiat wałecki)
Jeziorki – wieś w Polsce położona w województwie zachodniopomorskim, w powiecie wałeckim, w gminie Tuczno.
W latach 1975–1998 miejscowość należała administracyjnie do województwa pilskiego.
W miejscowości znajduje się przystanek PKP na linii kolejowej numer 403.

## Historia
Wieś istniała już w wieku XIV. Wzmiankowana była w latach 1337 i 1349 jako miejscowości Scultendorp i Schultendorp. Liczyła wówczas 63 łany, z czego 10 posiadał prawem lennym sołtys Martin Klebow, wasal Wedłów-Tuczyńskich.
W wieku XVI Jeziorki na prawie lennym posiadała rodzina Reetz. Posiadłość lenna przetrwała we wsi do roku 1772.

## Zabytki
W miejscowości znajduje się zbudowany w 1760 roku Kościół Podwyższenia Krzyża Świętego.
Zobacz też: Jeziorki, Jeziorki Kosztowskie, Jeziorki Wielkie, Jeziorki Zabartowskie